# Anders Bergcrantz

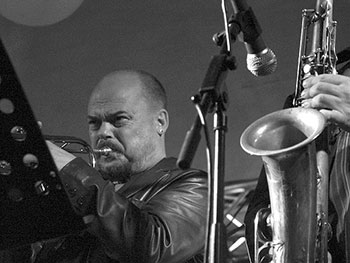
Anders Bergcrantz (2014)

Anders Bergcrantz (* 5. Dezember 1961 in Malmö) ist ein schwedischer Jazztrompeter.

## Leben und Wirken
Bergcrantz wuchs in einer musikalischen Familie auf und spielte seit 1976 Trompete: Sein Vater Sven Bergcrantz (1931–1998), war Jazzpianist; seine älteren Brüder Thomas and Hakan spielten Schlagzeug and Tenorsaxophon. Er erhielt zunächst Unterricht durch Tim Hagans und dann auf dem Musikgymnasium seiner Geburtsstadt. 1980 und 1981 studierte er auf dem Berklee College of Music, um dann bis 1983 seine Ausbildung auf dem Konservatorium von Malmö fortzusetzen. Bereits in dieser Zeit spielte er verstärkt überregional, etwa im Quintett seines Vaters (gemeinsam mit den älteren Brüdern). 1986 gründete er eine eigene Band, mit der er auch Auslandstourneen machte; auch spielte er mit Michael Brecker und der Tolvan Band, mit der er auch auf dem Montreux Jazz Festival auftrat. Bereits 1990 hatte er ein zweiwöchiges Gastspiel bei Ronnie Scott’s; im Jahr 2000 war er Gastsolist in der New Yorker Carnegie Hall. In diesen Jahren tourte er auch mit Cæcilie Norby in Japan sowie mit Billy Harper in Skandinavien und trat mit Benny Golson in Italien auf. Auf dem Musikfestival Nordischer Klang in Greifswald führte er ein Konzert seiner Frau, der Komponistin und Sängerin Anna-Lena Laurin, auf.
Weiterhin trat er mit Musikern wie Richie Beirach, Arne Domnerus, Dizzy Gillespie, Lee Konitz, McCoy Tyner und Carla Bley auf und war an Alben von u. a. Lars Danielsson, Dave Liebman, Lennart Åberg, Cæcilie Norby, Amanda Sedgwick und der Tolvan Big Band beteiligt.

## Preise und Auszeichnungen
Für sein Album In this Together erhielt er 1995 die Gyllene Skivan; auch wurde er für den Nordic Culture Prize nominiert. 2009 wurde er als „zeitgenössischer Jazzstar“ mit dem Django d’Or (Schweden) ausgezeichnet.

## Diskographische Hinweise
- Opinions (1985)
- Touch (1986)
- Live at Sweet Basil (1992)
- In this Together (1994)
- Twentyfour Hours (1999)
- About Tune (2007)
- Elevate (Vanguard Music Boulevard, 2020)